# Ilovik
La Isla Ilovik (en croata: Otok Ilovik) Está ubicada en Croacia al sur de la isla de Losinj (Lussino), separada de esta por el estrecho de Ilovik (croata: Ilovačka vrata).
El único pueblo situado en la isla de Ilovik también se llama Ilovik. La circunferencia de la isla es de 15,4 km (9,6 millas), y ocupa un área de 5,8 km² (1.433 acres). La costa es accesible desde todos los lados por sus muchas bahías. La más grande de las bahías tiene una playa de arena llamada Paržine, situada en la parte suroriental de la isla. Paržine está conectada al pueblo por un camino, la isla también incluye un búnker de la Segunda Guerra Mundial.